# Тростянка (Володимирський район)
Тростя́нка — село в Україні, в Устилузькій міській територіальній громаді Володимирського району Волинської області. Населення становить 174 осіб.

## Географія
Селом протікає річка Луга.

## Історія
У 1906 році село Коритницької волості Володимир-Волинського повіту Волинської губернії. Відстань від повітового міста 9 верст, від волості 16. Дворів 66, мешканців 508.
У серпні 2015 року село увійшло до складу новоствореної Устилузької міської громади.
12 червня 2020 року, відповідно до розпорядження Кабінету Міністрів України № 708-р «Про визначення адміністративних центрів та затвердження територій територіальних громад Волинської області», увійшло до складу Устилузької міської територіальної громади.
19 липня 2020 року, в результаті адміністративно-територіальної реформи та ліквідації  Володимир-Волинського району(1940—2020), село увійшло до новоутвореного Володимир-Волинського району (від 18 липня 2022 Володимирського).

## Населення
Згідно з переписом УРСР 1989 року чисельність наявного населення села становила 189 осіб, з яких 84 чоловіки та 105 жінок.
За переписом населення України 2001 року в селі мешкали 173 особи.

### Мова
Розподіл населення за рідною мовою за даними перепису 2001 року:
| Мова       | Відсоток |
| ---------- | -------- |
| українська | 98,85 %  |
| білоруська | 0,57 %   |
| російська  | 0,57 %   |

## Відомі люди
- Мельник-Калужинська Галина Яківна (1914—2002) — наречена останнього українського гетьманича Данила Скоропадського.